# Мали сериф
Мали сериф (фр. Petit-serif; фр. petit — мали) мали је сериг, који се везује обичним санс-сериф фонтовима.
Примјер је верзија фонта лондонског метроа, Џонстон, створена од стране Персија Делф Смита. Овај фонт је кориштен у сједишту подземне електронске жељезничке компаније Лондон, Бродвеју 55 и неким раним страницама тридесетих године 20. вијека. Савремена верзија, Џонстон Делф Смит, користи се у транспорту за Лондон као историјска сигнализација.